# Бразилия на летних Олимпийских играх 1952
Бразилия принимала участие в Летних Олимпийских играх 1952 года в Хельсинки (Финляндия) в шестой раз за свою историю, и завоевала одну золотую и две бронзовые медали. Сборную страны представляло 97 спортсменов, в том числе 5 женщин.

## Медалисты
| Медаль | Спортсмен                | Вид спорта      | Дисциплина                     |
| ------ | ------------------------ | --------------- | ------------------------------ |
| Золото | Адемар Феррейра да Силва | Лёгкая атлетика | Мужчины, тройной прыжок        |
| Бронза | Жозе да Консейсан        | Лёгкая атлетика | Мужчины, прыжки в высоту       |
| Бронза | Тэцуо Окамото            | Плавание        | Мужчины, 1500 м вольным стилем |